# Kagera
Kagera (naziva se i Akagera) rijeka je u Africi koja protječe kroz države Burundi, Ruandu, Tanzaniju i Ugandu te se ulijeva u Viktorijino jezero. Neki je smatraju udaljenim izvorom rijeke Nil. Kagera u svome tijeku čini dio granice između Ruande i Tanzanije, kao i Tanzanije i Ugande.
Rijeka protječe kroz nacionalni park Akagera u Ruandi, kojemu daje mu i ime. Duga je otprilike 400 km. Pritoka joj je rijeka Ruvubu.

## Vanjske poveznice
|  | Zajednički poslužitelj ima još gradiva o temi Kagera |